# Thomas Wilke
Thomas Wilke (* 7. Februar 1964) ist ein deutscher Biologe und Professor für Spezielle Zoologie und Biodiversitätsforschung an der Universität Gießen.

## Leben
1989 legte Thomas Wilke sein Diplom in Biologie an der Humboldt-Universität Berlin ab und war von 1989 bis 1992 Doktorand an der Uni Potsdam. Von 2001 bis 2003 war er  Assistant Research Professor an der George Washington University in Washington D.C., Department of Microbiology and Tropical Medicine. Seit 2004 ist er Professor und Arbeitsgruppenleiter in Gießen. Seit 2012 ist er der Studiendekan der Universität Gießen.

## Forschung
Seine Forschungsschwerpunkte sind der Einfluss ökologischer Veränderungen auf die Wirt-Parasit-Systeme, die Öko-Genetik von Bilharziose in China, Evolutionsstrategien und Phylogenie höherer Gastropoden-Gruppen, die Kryptische Radiationen und Artbildungsprozesse in Gastropoden und die Phylogeographie ausgewählter Zugvögel in Australien und Südamerika.

## Publikationen
in Auswahl ab 2011:
- B. Dayrat, M. Conrad, S. Balayan, T. R. White, C. Albrecht, R. Golding, S. R. Gomes, M. G. Harasewych, A. M. de Frias Martins: Phylogenetic relationships and evolution of pulmonate gastropods (Mollusca): new insights from increased taxon sampling. In: Molecular Phylogenetics and Evolution. Band 59, Nr. 2, 2011, S. 425–437. (Abstract)
- M. Benke, M. Brändle, C. Albrecht, T. Wilke: Patterns of freshwater biodiversity in Europe: lessons from the spring snail genus Bythinella. In: Journal of Biogeography. Band 38, Nr. 10, 2011, S. 2021–2032.
- F. Hensgen, C. Albrecht, T. W. Donath, A. Otte, R. L. Eckstein: Distribution of gastropods in floodplain compartments and feeding preferences for river corridor plant species: is there an effect of gastropod herbivory on the distribution of river corridor plants? In: Flora. Band 206, Nr. 6, Juni 2011, S. 534–543.
- C. Albrecht, T. Hauffe, K. Schreiber, T. Wilke: Mollusc biodiversity in a European ancient lake system: lakes Prespa and Mikri Prespa in the Balkans. In: Hydrobiologia. Band 682, Nr. 1, Februar 2012, S. 47–59. (Abstract)
- B. Wagner, T. Wilke: Evolutionary and geological history of the Balkan lakes Ohrid and Prespa. In: Biogeosciences. Band 8, Nr. 4, 2011, S. 995–998.
- T. Hauffe, C. Albrecht, K. Schreiber, K. Birkhofer, S. Trajanovski, T. Wilke: Spatially explicit analysis of gastropod biodiversity in ancient Lake Ohrid. In: Biogeosciences. Band 8, 2011, S. 175–188.
- R. Schultheiß, T. Wilke, A. Jørgensen, C. Albrecht: The birth of an endemic species flock: demographic history of the Bellamya group (Gastropoda, Viviparidae) in Lake Malawi. In: Biological Journal of the Linnean Society. Band 102, 2011, S. 130–143.